# Jakob Herman Sjöberg
Jakob Herman Sjöberg, född 25 april 1800 i Uleåborg, död 26 oktober 1855 i Finska församlingen, Stockholm, var en violinist vid Kungliga hovkapellet.

## Biografi
Jakob Herman Sjöberg föddes 25 april 1800. Han anställdes 1 juli 1825 som violinist vid Kungliga hovkapellet i Stockholm och slutade 1 juli 1850. Sjöberg avled 26 oktober 1855.